# Патетино
Патетино (на македонска литературна норма: Патетино) e село в североизточната част на Северна Македония, част от община Свети Никола.

## География
Селото е разположено северноизточно от град Свети Никола в западните склонове на планината Манговица.

## История
В началото на XX век Патетино е малко село в Щипска каза на Османската империя. През 1900 година според статистиката на Васил Кънчов („Македония. Етнография и статистика“) Патетино брои 40 жители, от които всички българи християни.
Всички жители на селото са под върховенството на Българската екзархия. Според статистиката на секретаря на Българската екзархия Димитър Мишев („La Macédoine et sa Population Chrétienne“) в 1905 година християнското население на Патетино (Patetivo) се състои от 40 българи екзархисти.
След Междусъюзническата война в 1913 година селото попада в Сърбия.
На етническата си карта от 1927 година Леонард Шулце Йена показва Патетино (Patetino) като българско християнско село.
Според преброяването от 1994 и това от 2002 година Патетино има 6 жители, всички северномакедонци.

## Личности
Родени в Патетино
- Марко Монев, български революционер, деец на ВМОРО, загинал преди 1918 година[5]